# 51 Eridani
51 Eridani, también llamada c Eridani, es una estrella ubicada en la constelación del Río Erídano.

## Generalidades
Tiene una magnitud aparente de mV=5,21. Es de tipo espectral F0IV, lo que convierte a la estrella en una subgigante amarilla. Su paralaje anual es de 33,577 milisegundos de arco, ubicándose esta estrella a 100 años luz (29,78 pársecs) del sistema solar. La combinación de magnitud aparente y distancia implican que 51 Eridani tiene una magnitud absoluta de M=2,84.

## GJ 3305
51 Eridani forma un par de movimiento propio común con la estrella Gliese-Jahreiss 3305. GJ 3305 es una estrella binaria formada por dos enanas rojas de clase M. Está ubicada a 66" de 51 Eridani, lo que a la distancia a ambas estrellas implica una separación de 2000 au. Dado que comparte el movimiento propio con 51 Eridani, existe una vinculación gravitacional entre ambos objetos.

## Exoplaneta 51 Eridani b
51 Eridani b es un exoplaneta de tipo Júpiter que orbita alrededor de 51 Eridani. Es un exoplaneta joven, de unos 20 millones de años de edad. Fue fotografiado en el infrarrojo cercano, siendo actualmente el exoplaneta más pequeño en ser fotografiado directamente. Es también el primer exoplaneta descubierto con el Gemini Planet Imager.
El estudio, liderado por Bruce Macintosh, profesor de física en la Universidad de Stanford, y confirmado luego por Christian Marois, encontró que hay abundante metano y agua en la atmósfera del planeta, y que la masa del mismo es ligeramente superior a la de Júpiter.